# بالعرض و بالذات
لغت  بالذات به معنای، به خودی خود و به معنای موجودی است که دارای استقلال است. معنای «به خودی خود» وصفی است . اما معنای دوم اسمی است. لغت بالعرض به معنای موجود وابسته به غیر بکار می‌رود. این دو اصطلاح  در فلسفه کاربرد بسیار زیادی دارند و کلیدهای مهمی برای فهم بسیاری از مفاهیم و مباحث فلسفی است. بنابراین شناخت این دو اصطلاح مقدمه لازم جهت دانستن بسیاری ازمباحث فلسفی است

## تعریف اصطلاحی
اصطلاح بالذات در فلسفه بر دو معناست:
1. یک نوع وجود: اصطلاح بالذات ممکن است متوجه وجود باشد.در صورت نخست موجودِ مستقل و بی‌نیاز از شیء دیگر را بالذات و موجود وابسته را بالعرض می نامند
2. صفات و حالات وجود: اصطلاح بالذات ممکن است متوجه صفات وجود باشد. هرگاه این اصطلاح متوجه صفات وجودی باشد آنگاه مراد از بالذات این است که چیزی خودش حقیقتاً صفتی را دارا باشد. اما «بالعرض» بدین معنا است که خودش حقیقتاً متصف به صفتی نباشد، بلکه در اثر ارتباط و اتحاد با شیء دیگر به این صفت متصف است، مثال معروف حکما این است که اگر کسی در کشتی نشسته‌است و کشتی در حال حرکت است، در این‌جا کشتی «بالذات» حرکت دارد، اما فرد نشسته «بالعرض» متصف به حرکت می‌شود؛ بنابراین حرکت برای کشتی «بالذات» بوده و برای شخص نشسته در آن «بالعرض» است.[۱]

### تقسیمات دوتایی در فلسفه
غالب تقسیم‌بندی‌ها در فلسفه به صورت دوتایی و بین یک مفهوم و نقیض آن تحقق می‌یابد به همین دلیل این تقسیمات دوتایی جامع همه افراد بوده و از نگاه عقل بشری همه افراد موجود و مفروض را دربردارد. تقسیم میان «بالذات» و «بالعرض» همین‌طور است. یکی سلب دیگری است؛ بنابراین اگر موجود را به دو قسم بالذات و بالعرض تقسیم کنیم جامع همه افراد است.
علاوه براین، تقسیم دوتایی بالذات و بالعرض در بسیاری از مسائل فلسفی راه دارد. مثلاً «علت» را به دو قسم بالذات و بالعرض تقسیم می‌کنند. نظر ملا صدرا این است علت معدّه علت بالعرض است و نه بالذات، ولی علت حقیقی علت بالذات است.